# 嬉野町 (佐賀県)
嬉野町（うれしのまち）は、かつて佐賀県の南西部、長崎県と境を位置していた町。藤津郡に属した。町内にある嬉野温泉で知られた。
2006年1月1日、隣の藤津郡塩田町と新設合併して市制施行し、廃止した。新市名は嬉野市で庁舎位置は現在の塩田町役場。

## 地理
佐賀県の南西部、藤津郡を構成する三つの町の一つであった。町の南部は山地、北部が塩田川の盆地で、町の中心はこの盆地にある。
- 河川: 塩田川、嬉野川、吉田川

### 隣接していた市町村
- 佐賀県: 鹿島市、武雄市、塩田町
- 長崎県: 大村市、波佐見町、川棚町、東彼杵町

## 歴史
『肥前国風土記』に、藤津郡の塩田川の東に温泉があると記述されており、これが嬉野温泉を指す初出である。「うれしの」との文言は鎌倉時代に初めて確認され、当時は「宇礼志野」と記していた。
神功皇后が三韓征伐のおり、温泉で疲れを癒し「嬉し」と言ったことに因むという伝説があるが、「うれしの」の文献初出は中世に下ること、中世当時は「嬉」を使っていないことから、「嬉し」発言は地名「うれしの」の由来とは無関係とされる。地名「うれしの」は塩田川上流（端を意味する末（うれ））にある土地（野）が由来とされる。
江戸時代には長崎街道の宿場町としても栄えた。

### 沿革
- 1889年（明治22年）4月1日 藤津郡西嬉野村、東嬉野村、吉田村が成立した。
- 1929年（昭和4年）4月22日 西嬉野村が嬉野町になった。
- 1933年（昭和8年）4月1日 嬉野町と東嬉野村が合併して嬉野町になる。
- 1955年（昭和30年）4月1日 嬉野町と吉田村が合併して嬉野町になる。
- 2006年（平成18年）1月1日 塩田町と合併し、嬉野市として市制施行。

### 主な出来事
- 1954年（昭和29年）10月7日 - 大舟の県道で国鉄バスが路外に逸脱。通勤客や学生13人死亡、23人重軽傷[4]。

## 行政
- 町長：谷口太一郎（1995年5月1日から2005年末まで）

## 経済

### 産業
特産品
- 茶:嬉野での茶の栽培は吉村新兵衛が江戸時代慶安年間に始めたとされ、茶業発祥の地不動山地区には、国の天然記念物に指定された樹齢300年を越える大チャノキ（大茶樹）がある。「嬉野茶」として高品質で知られ、近年では伝統的な「釜煎り茶」の技術も復活された。
- 温泉湯どうふ:温泉水で特製の豆腐をゆで、温泉の作用により豆腐がとろりと溶け、湯が白濁した頃に薬味を入れて味わう。「豊玉姫神社」の近くにある「宗庵よこ長」で考案され、漫画『美味しんぼ』で紹介された。現在では町内の多くの温泉旅館・飲食店で味わえる。
- 陶磁器:「肥前吉田焼」と称し、創業は1650年～1660年代と推定される[5]。江戸時代に鍋島藩主の奨励により興隆し、原材料の関係から塩田町（塩田津）との関連もあった[6]。現在では主に有田系の磁器が皿屋地区で生産されている。

## 姉妹都市・提携都市

### 国内
- 嬉野町（三重県・現松阪市）
  - 1989年友好都市提携

## 地域

### 教育

#### 高等学校
- 佐賀県立嬉野高等学校

#### 中学校
- 嬉野町立嬉野中学校
- 嬉野町立吉田中学校
- 嬉野町立大野原中学校

#### 小学校
- 嬉野町立嬉野小学校
- 嬉野町立吉田小学校
- 嬉野町立轟小学校
- 嬉野町立大野原小学校
- 嬉野塩田組合立大草野小学校
- 嬉野町立不動小学校（1990年閉校）

## 交通
- 最寄り空港は長崎空港または佐賀空港。

### 鉄道
1915年から1931年まで肥前電気鉄道が通っていたが、町消滅時点では町内に鉄道は存在しなかった。
2022年9月23日に西九州新幹線が開業し、旧町域（現・嬉野市域）に嬉野温泉駅が設置された。

### 道路
- 町内にある高速道路インターチェンジ：長崎自動車道嬉野インターチェンジ（中心街まで車で約5分）
- 市町村内を走る一般国道：国道34号
- 市町村内を走る県道：
  - 佐賀県道1号佐世保嬉野線
  - 佐賀県道6号大村嬉野線
  - 佐賀県道41号鹿島嬉野線
  - 佐賀県道45号嬉野山内線

### 高速バス
- 九州号：福岡市 - 嬉野町 - 長崎市

## 名所・旧跡・観光スポット・祭事・催事
- 嬉野温泉
- 肥前夢街道